# آلاجه، ولایت بلخان
آلاجا (به روسی: Аладжа) یک منطقهٔ مسکونی در ترکمنستان است که در استان بلخان در باختر این کشور و در کرانهٔ دریای کاسپین واقع شده است.